# Serenadă pentru etajul XII
Serenadă pentru etajul XII este un film românesc produs al casei de filme Unu în anul 1976, realizat în studiourile centrului de producție Cinematografică București, având un scenariu scris de Tudor Popescu. Filmul a fost tras în peliculă EASTMAN color și prelucrat în Laboratoarele Buftea. În film cânta formația Cantafabule, coloana sonoră fiind realizată de Victor Cantuniari. Filmul începe cu un muncitor care toarnă bitum și din cauza neîndemânării se frige la mâini, apoi cu un generic animat, de o foarte bună calitate pentru tehnica acelor vremuri.

## Rezumat
Acțiunea filmului începe într-un bar orășenesc unde mai mulți vecini poartă o discuție în contradictoriu cu privire la faptul că în ziua următoare urmează să se mute la bloc, barmanul Vasilică fiind supărat că îi pleacă mușterii afirmă că „v-a dat statul casă”, iar Toma Caragiu care interpretează rolul strungarului pensionar M. Firu care are îi explică că statul le-a repartizat case, statul fiind reprezentat de clasa muncitoare. Acțiunea personajelor se face între vechi prieteni vecini M. Firu, pensionarul Sasu, alături de copii lor care erau la vârsta studenției, iar în imagini sunt prezentate apartamentele nou construite în cartierul Tei, blocuri construite înainte de cutremurul din 1977, apartamente care erau mult mai încăpătoare decât vechile lor case, și care beneficiau de mai mult comfort, fiind mult mai încăpătoare dar având și baie cu apă caldă și căldură în sistem centralizat dar și canalizare. În film mare parte din acțiune este un soi de propagandă pentru educarea locuitorilor orașelor de a fi de acord cu mutarea din case amplasate pe pamant in locuinte multietajate- blocuri pentru construcția marilor bulevarde ale capitalei fiind demolate foarte multe cartiere și construite blocuri. Ca element comic Toma Caragiu- maestrul Firu vine cu chitara sa și ajuns la bloc se gandește să îî invite pe vecini la o petrecere de inaugurare în care îi servește cu clătite cu dulceață. În film apar blocurile construite în anii 75 în cartierele Tei și Bucur-Obor - blocul ALMO Ca element comic apare profesorul universitar poreclit balaurul și un om care tot întreabă pe toți cei care descărcau de zor mobila pentru noii locatari ai blocului dacă au văzuto pe o anume Venera. În film apare și maestrul Puiu Călinescu în rolul coșarului Costică care aduce noroc (întrucât la bloc nu mai aveau rolul curățării hornurilor deoarece încălzirea se facea în sistem centralizat. Ca element comic apar diverși așa ziși meșteri care dădeau ușile cu lac, schimbau garnituri, lipeau linoleum, chituiau geamuri etc. În rolul meșterului instalator fiind maestrul Alexandru Arșinel. Ca alt moment al comediei apare maestrul Puiu Călinescu în rolul coșarului care când se vede la televizor la reportajul în care erau prezente chiar inaugurările blocurilor cartierului în care se mutaseră personajele filmului, se sperie teribil de prezența sa pe micul ecran și o întinde englezește, dar greșește mijlocul de transport. În film apare și Mitică Popescu în rolul meșterului care lipește linoleum. În rolul tânărului student motocilist Radu îmbrăcat în geacă de blugi apare Florian Pittiș. Punctul culminant este atunci când se solicită ambulanța dar și vecinii strânși la masă unde se servesc clătite sting lumina și aprind clătitele flambate cu alcool pe platou, dar vecinii văzând flăcările sună la pompieri astfel fiind solicitate toate organele de intervenție rapidă.

## Distribuția
- Toma Caragiu — strungarul M. Firu, fost marinar
- Ileana Stana-Ionescu — Maria, soția lui Firu
- Octavian Cotescu — profesorul universitar Costică Nicoară, poreclit „Balaurul”
- Olga Bucătaru — Silvia, soția prof. Nicoară
- Mihai Mereuță — strungarul pensionar Sasu
- Jana Gorea — soția lui Sasu
- Draga Olteanu-Matei — Frusinica, o doamnă venită din provincie, mamă a cinci copii
- Coca Andronescu — Amelia
- Teofil Vâlcu — pianistul Gigel, soțul Ameliei
- Boris Ciornei — șoferul de autobuz
- Adina Popescu — Mihaela, iubita lui Andrei
- Florian Pittiș — motociclistul Radu
- Ana Ciclovan
- Nina Zăinescu — locatara Sanda, prietena lui Radu
- Constantin Cojocaru — Andrei, student la cursurile serale
- Puiu Călinescu — coșarul Costică
- Olga Tudorache — mama lui Andrei
- Dem Rădulescu — șoferul de ambulanță
- Tamara Buciuceanu — locatară din bloc
- Dionisie Vitcu — locatarul care caută statueta Venerei
- Vasilica Tastaman
- Ștefan Mihăilescu-Brăila — locatar din bloc
- Constantin Rauțchi — meșterul care lăcuiește ușile
- Mitică Popescu — meșterul care lipește linoleum
- Arcadie Donos — barmanul Vasilică
- Horia Căciulescu — muncitorul care toarnă bitum (nemenționat)
- Constantin Guriță — muncitorul Oprea, prietenul lui Firu și al lui Sasu (nemenționat)
- Ion Nuni Anestin — șofer de camion (nemenționat)
- Alexandru Virgil Platon — șofer de camion (nemenționat)
- Alexandru D. Lungu — buldozeristul (nemenționat)
- Vasile Boghiță — șofer de camion (nemenționat)
- Cornel Gârbea — șofer de camion (nemenționat)
- Dumitru Crăciun — șofer de camion (nemenționat)
- Toma Dimitriu — locatar din bloc (nemenționat)
- Alexandru Arșinel — meșterul instalator (nemenționat)
- Nineta Gusti — mama lui Radu (nemenționată)
- Ileana Iurciuc — studenta Gina, care învață împreună cu Andrei (nemenționată)
- Iurie Darie — milițianul (nemenționat)

## Primire
Filmul a fost vizionat de 1.591.726 de spectatori în cinematografele din România, după cum atestă o situație a numărului de spectatori înregistrat de filmele românești de la data premierei și până la data de 31 decembrie 2014 alcătuită de Centrul Național al Cinematografiei.